# Эдвин ап Эйнион
Эдвин (валл. Edwin) (умер в 1018 году) — король Дехейбарта в 1005 — 1018 годах, сын Эйниона, племянник Маредида и внук Оуайна. Профессор Джон Ллойд: «на историю Дехейбарта опускается завеса тайны, что указывает на начало периода анархии, беспрецедентного даже для той бурной эпохи».

## Начало военной карьеры
В 991 году, согласно Хронике Принцев Уэльса, Эдвин, "в сопровождении Адельфа саксонского принца ... разорил все земли Мередида, то есть Кередигион, Дивед, Меневию, Гоуэр и Кидвели". Согласно тем же Хроникам, в 993 году, его брат, Теудур, погиб в битве при Ллангуме, в которой сыновья Маредида потерпели поражение.
В 992 году, с целью свержения своего дяди, участвовал на стороне англосаксов в набеге на Уэльс, однако не достиг своей цели. Последующие годы проживал в поместье в Херефордшире. Около 1000 года, при помощи войска англосаксов, стал королём Дехейбарта. Вероятно, правил вместе с братом Каделлом и следовал воле англичан. Дочь бывшего короля Маредида -  Анхарад (Ингрэд) (валл. Angharad, Yngharad) в 994 году (в возрасте 14 лет) стала женой Лливелина ап Сейсилла, который в дальнейшем стал правителем Поуиса.
Некий Айдан ап Блегиурид ап Морган, упоминается вместе с Ителом Гламорганским в «Гвентианской хронике», как союзники, начавшие войну, с целью приобретения владений Маредида в 994 году. Далее, согласно этому же источнику, Айдан ап Блегиурид повел армию в Кередигион и захватил территорию Маредида в 1000 году, а затем «отправился в Гвинедд», где он победил «Кинана ап Хивела и приобрел, таким образом, страну Гвинедд … [и] приобрел весь Уэльс». В «Гвентианской хронике» сообщается, что Лливелин ап Сейсилл убил в бою «Айдана ап Блегиурида и его четырёх племянников» в 1015 году и «взял правление себе». Упоминаемый вместе с ним Ител Гламорганский, возможно был старшим братом его отца, а их отец, то есть дед Айдана, — Морган, возможно одно и то же лицо, что и Морган Старый.
В рукописи C «Анналов Уэльса» упоминается правитель Диведа — Риан (валл. Rhain, Rein), называвший себя сыном Маредида. Согласно рукописи B, Риан Ирландец (др.-валл. Rein Yscot, валл. Reyn Scottus, англ. Rhain the Irishman) был разбит (и, возможно, убит) Лливелином ап Сейсиллом в битве при Абергвиле (Abergwili).

## Заговор дворян
Запись "Хроиники Прицнев" за 1022 год вполне могла быть написана фирмой по связям с общественностью, нанятой Лливелином ап Сейсиллом. В любом случае, ее автор не был другом «главных людей Дехейбарта». В ней также не упоминается королевская семья Дехейбарта. Эту запись можно резюмировать следующим образом:
«Некий лживый ирландец по имени Рейн сказал, что он сын Маредида ап Оуайна, и вожди Дехейбарта признали его своим королем. И против него восстал Лливелин ап Сейсилл, король Гвинеда, верховный и самый достойный похвалы король всей Британии. И когда они встретились в битве, армия, поддерживавшая Рейна, была сокрушительно разбита. Сам Рейн бежал с поля боя и больше его не видели, в то время как его сторонники были убиты, а земли разграблены».
Ранние историки предполагали, что Ллевелин ап Сейсилл уже отнял королевскую власть в Дехейбарте у его королевской семьи, что ведущие люди (лорды, дворяне) были недовольны этим фактом и поэтому встали на сторону ирландца, который утверждал, что он сын бывшего короля Дехейбарта. Но запись в "Хрониках", восхваляя Лливелина, не называет его королем Дехейбарта, а называет королем Гвинеда.
Предполагаем, что это была их собственная королевская семья, в частности Эдвин и Каделл ап Эйнион, которые заслужили недовольство ведущих людей Дехейбарта. Кроме того, эти дворяне знали, что Рейн на самом деле был подлым сыном Маредита ап Оуайна. И что эти дворяне восстали против Эдвина и Каделла, убив обоих, прежде чем выбрать Рейна новым королем. Только тогда Ллевелин ап Сейсилл решил забрать Дехейбарт себе. Его жена, рассуждал он, была законной наследницей Маредита, а не ее незаконнорожденным единокровным братом. Он выбрал подходящее время, люди Дехейбарта сами расчистили себе путь, избавившись от своего законного короля и его брата, ни у кого из которых еще не было сыновей, не достигших подросткового возраста. И не было проверенных военных лидеров, поддерживающих Рейна, только землевладельцы. Можно было бы идентифицировать этих людей как:
- Группа А: Гвэтфойд из Истрад-Тиви, Гвин ап Ритерх из Диведа и Гвин ап Коллуин из Кидвили. Все эти дворяне происходили из династии Десси, то есть наследники Диведа и Истрад-Тиви
- Группа Б: Гвин, Ллаур и Альсер, сыновья Алана, потомка Тудвала Глоффа, оставшегося обездоленным. Ллаур ап Алан, был мужем старшей дочери Маредида ап Оуайна.
- Группа В: Эйнион ап Эйнит и Каруэд ап Гуган из Кередигиона. Эти люди являлись потомками Кередига, то есть наследниками Королевства Кередигиона.
- Группа Г: Гурган и Лливарх, сыновья Ририда из Ис-Кеннина, а также Блетри ап Мор из полуострова Гауэр. Все эти люди произошли от Паскена ап Уриена, эмигранта начала X века из Тегейнгла.

Хотя эта группа дворян Дехейбарта не смогла сравниться с Ллевелином ап Сейсиллом на поле боя, мы подозреваем, что именно среди них мы нашли людей, которым каким-то образом удалось убить Ллевелина в 1023 году, вероятно, с помощью засады или предательства. Мы можем только догадываться, почему Эдвин ап Эйнион во время своего правления в Дехейбарте с 999 по 1022 год так оскорбил своих вождей, что они восстали против него. Возникло ли их недовольство в 1022 году или они годами молча страдали, ожидая, когда их мужчина, Рейн, достигнет достаточного возраста, чтобы стать их королем? Возможно, Рейн был зачат ирландской любовницей Маредита во время беременности его жены Ангарад, и, таким образом, родился около 994 года. В этом случае он впервые достиг бы королевского возраста в 1022 году. Но, возможно, семена анархии были посеяны в начале правления Эдвина, когда он взял в жены саксонку. Он сам был наполовину саксом, а теперь его сын и возможный преемник, возможно, был на 3/4 саксом. Или, может быть, материнское происхождение их королей на самом деле не беспокоило его вождей, но его действия беспокоили. Осквернил ли он их дочерей, лишил ли их земель, обложил ли непомерными налогами их богатства? Мы просто не знаем. Письменные записи умалчивают об этом, даже о некрологе Эдвина и его брата. Тот же писец, который с радостью писал о судьбе Рейна и победе Ллевелина, должно быть, имел свои собственные причины не сообщать, почему изначально была вакансия короля. Эдвин ап Оуайн был человеком лет 50, далеким от пенсионного возраста; его брат был еще моложе. Однако ни один из них даже не упомянут в отчете этого писца за 1022 год.

## Последствия
Эдвин проиграл, как того и хотели заговорщики. В 1018 году Лливелин ап Сейсилл захватил власть в Гвинеде и Поуисе, убив узурпатора Айдана и его четырёх сыновей. В том же году Лливелин победил и самого Эдвина и его брата, став править Дехейбартом.
Сын Эдвина ап Эйниона — Хивел ап Эдвин — правил Дехейбартом с 1033 по 1043 год. Старший сын Эдвина ап Эйниона — Маредид ап Эдвин — так же правил Дехейбартом в период с 1033 по 1035 год, совместно со своим братом Хивелом.